# ألان سميث (لاعب دوري الرغبي)
ألان سميث (بالإنجليزية: Alan Smith)‏ هو لاعب دوري الرغبي بريطاني، ولد في 8 فبراير 1944 في Overton, West Yorkshire ‏ في المملكة المتحدة.